# Mangudadatu
Mangudadatu est une localité de la province de Maguindanao, aux Philippines. En 2015, elle compte 25 046 habitants.